# Saint-Paul-Mont-Penit
Saint-Paul-Mont-Penit település Franciaországban, Vendée megyében. Lakosainak száma 857 fő (2022. január 1.). Saint-Paul-Mont-Penit La Chapelle-Palluau, Falleron, Grand’Landes, Maché, Palluau, Saint-Christophe-du-Ligneron és Saint-Étienne-du-Bois községekkel határos.

## Népesség
A település népessége az elmúlt években az alábbi módon változott:
| Lakosok száma | 801  | 813  | 822  | 811  | 811  | 826  | 831  | 835  | 857  |
|               | 2013 | 2015 | 2016 | 2017 | 2018 | 2019 | 2020 | 2021 | 2022 |